# Laurie Daley

a Compétitions nationales et continentales officielles uniquement.

b Matchs officiels uniquement.
Laurie Daley, né le 20 octobre 1969 à Junee, Nouvelle-Galles du Sud, est un ancien joueur australien de rugby à XIII. Ce centre puis demi d'ouverture d'origine aborigène, a évolué durant toute sa carrière avec les Canberra Raiders avec qui il remporte le championnat à 3 reprises (1989, 1990 et 1994). Il a été aussi sélectionné pour l'équipe nationale australienne et pour l'équipe de Nouvelle-Galles du Sud dans le State of Origin. Il est aujourd'hui commentateur à la télévision australienne. En février 2008, il est nommé parmi les 100 plus grands joueurs australiens de rugby à XIII du siècle (1908–2007).